# Стоктон (Міссурі)
Стоктон (англ. Stockton) — місто (англ. city) в США, в окрузі Седар штату Міссурі. Населення — 1683 особи (2020).

## Географія
Стоктон розташований за координатами 37°41′49″ пн. ш. 93°47′45″ зх. д. / 37.69694° пн. ш. 93.79583° зх. д. (37.696889, -93.795886).  За даними Бюро перепису населення США в 2010 році місто мало площу 5,55 км², з яких 5,45 км² — суходіл та 0,10 км² — водойми.

## Демографія
Згідно з переписом 2010 року, у місті мешкало 1819 осіб у 774 домогосподарствах у складі 470 родин. Густота населення становила 328 осіб/км².  Було 949 помешкань (171/км²).
Расовий склад населення:
| - 97,0 % — білих - 0,8 % — корінних американців - 0,4 % — азіатів - 0,1 % — вихідців з тихоокеанських островів - 0,1 % — чорних або афроамериканців |

До двох чи більше рас належало 1,6 %. Частка іспаномовних становила 1,4 % від усіх жителів.
За віковим діапазоном населення розподілялося таким чином: 24,5 % — особи молодші 18 років, 49,6 % — особи у віці 18—64 років, 25,9 % — особи у віці 65 років та старші. Медіана віку мешканця становила 43,7 року. На 100 осіб жіночої статі у місті припадало 86,6 чоловіків;  на 100 жінок у віці від 18 років та старших — 78,9 чоловіків також старших 18 років.
Середній дохід на одне домашнє господарство  становив 39 779 доларів США (медіана — 32 750), а середній дохід на одну сім'ю — 47 470 доларів (медіана — 38 438). Медіана доходів становила 26 172 долари для чоловіків та 28 194 долари для жінок. За межею бідності перебувало 23,7 % осіб, у тому числі 25,5 % дітей у віці до 18 років та 21,6 % осіб у віці 65 років та старших.
Цивільне працевлаштоване населення становило 777 осіб. Основні галузі зайнятості: освіта, охорона здоров'я та соціальна допомога — 27,7 %, роздрібна торгівля — 13,4 %, виробництво — 9,9 %, мистецтво, розваги та відпочинок — 9,5 %.